# 湯〜らんどパルとよね
湯〜らんどパルとよね（ユーランドパルとよね）は、 愛知県北設楽郡豊根村大字上黒川字長野田20にある村営の温泉である。

## 概要
露天風呂、打たせ湯、低温湯、かぶり湯、サウナがある。100台収容の駐車場がある。木・金曜日、年末年始休み。営業時間は13時から19時。土地の古い名称では、「兎鹿嶋温泉」（とがしまおんせん）という。

## 沿革
- 1997年（平成9年）4月 - 開湯[1]。
- 2017年（平成29年） - 開湯20周年を迎える。

## 温泉
- 泉質：ナトリウム－炭酸水素塩・塩化物泉
- 効能：神経痛、筋肉痛、関節痛、五十肩、うちみ、冷え症 など

## 所在地
- 愛知県北設楽郡豊根村大字上黒川字長野田20

## アクセス
- JR飯田線 東栄駅から東栄町営バス 本郷行きで約13分、終点で豊根村営バス 石堂行きに乗り換え約50分、「老平」停留所下車、徒歩で約3分。
- 東名高速道路 豊川ICから国道151号・県道428号を東栄・みどり湖方面へ約60km。
- 東名高速道路 三ヶ日ICより約120分。
- 新東名高速道路 新城ICや三遠南信自動車道 鳳来峡ICからもアクセスできる。

## 周辺
- 茶臼山高原